# 빈 콘체르트하우스

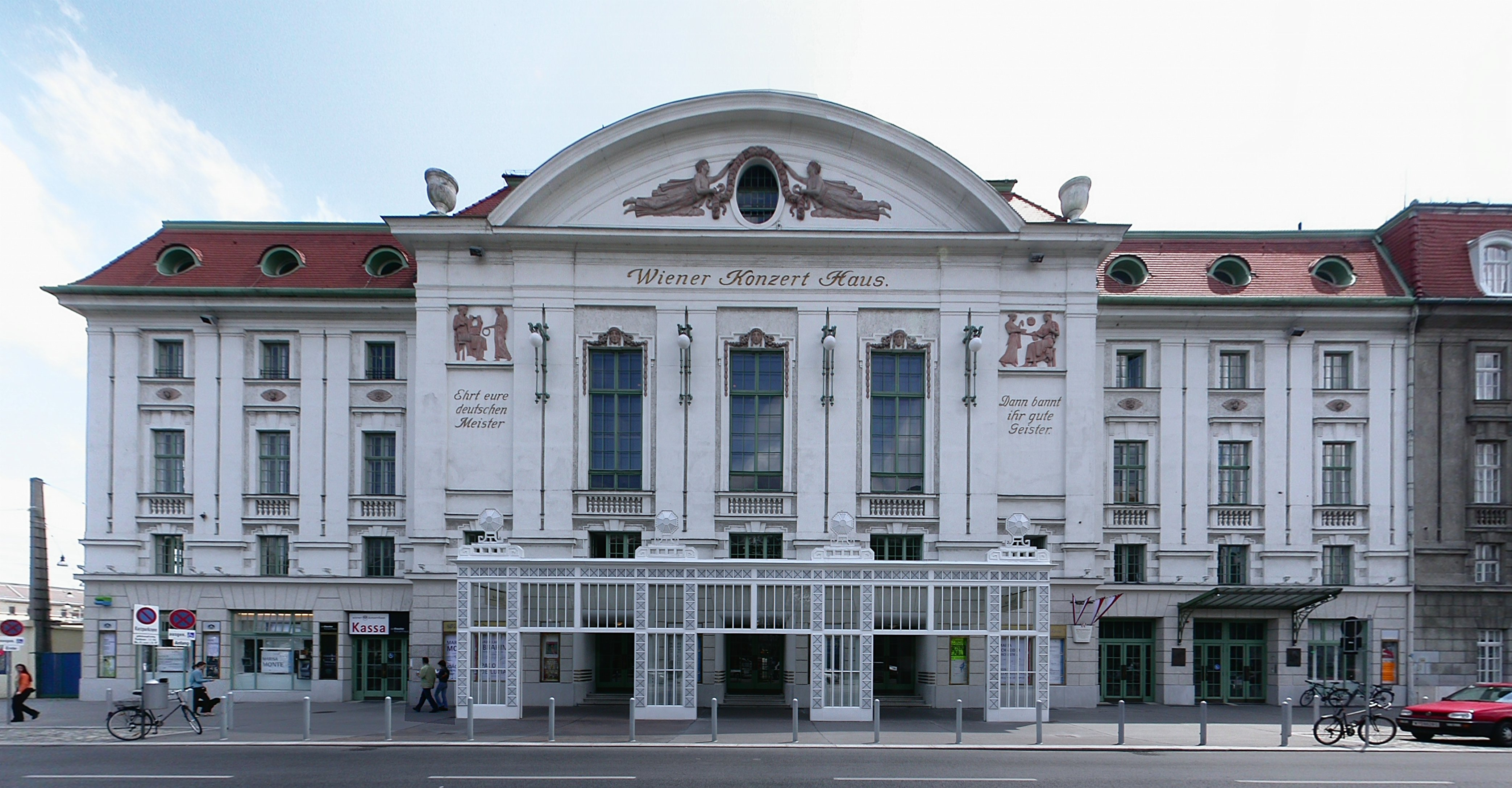
빈 콘체르트하우스 외관 (2006년)

빈 콘체르트하우스(독일어: Wiener Konzerthaus)는 오스트리아 빈에 있는 연주회장이다. 펠너 & 헬너가 1911년부터 1913년까지 건설하였으며, 1913년에 개관하였다.

## 시설
- 본홀 1,865석
- 모차르트 홀 704석
- 슈베르트 홀 366석